# یوستوائوس
یوستوائوس کاپادوکیایی (یونانی: Εὐστάθιος) فیلسوف نوافلاطونی، سوفیست و شاگرد یامبلیخوس و آدزیوس بود که در آغاز قرن چهارم میلادی می‌زیست. هنگامی که آدزیوس مجبور به ترک کاپادوکیه شد، یوستوائوس به جای او نشست. یوناپیوس اظهار می‌دارد که او بهترین مرد، و خطیب بزرگی بود که گفتارش در شیرینی با آوازهای سیرن برابری می‌کرد. شهرت او به‌حدی بود که هنگامی که ایرانیان انطاکیه را محاصره کردند و امپراتوری با تهدید جنگ مواجه شد، امپراتور کنستانتیوس دوم بر آن شد تا او را در سال ۳۵۸ با وجود این‌که خداناباور بود به‌عنوان سفیر نزد شاپور دوم بفرستد. گفته می‌شود شاپور کاملاً مسحور سخنرانی او شده است. هموطنان و دوستانش که آرزوی بازگشت او را داشتند، نمایندگانی را فرستادند، اما او به‌دلیل علائم و نشانه‌هایی از بازگشت به کشور خود سرباز زد. گفته می‌شود همسرش سوسیپاترا از نظر استعداد و یادگیری از شوهرش برتری داشته است. آن‌ها سه پسر داشتند که یکی از آنها، آنتونینوس بود.